# 彭特蘭鎮區 (密歇根州)
彭特蘭鎮區（英語：Pentland Township）是位於美國密歇根州盧斯縣的一個行政鎮區。

## 地方資料
彭特蘭鎮區的面積為278.00平方千米，當中陸地面積為276.60平方千米，而水域面積為1.40平方千米。根據2020年美國人口普查的數據，當地共有人口1564人，而人口密度為每平方千米5.63人。